# Michel Puech (photojournaliste)
Pour les articles homonymes, voir Puech.
Pour le philosophe, voir Michel Puech.
Michel Puech (né le 2 mars 1948 à Saint-Mandé en France) est un photographe, photojournaliste et historien de la photographie français, spécialiste du photojournalisme et des agences de presse photographiques. 
Cofondateur et ancien directeur de l'agence La Compagnie des Reporters-Viva, il est le fondateur du site internet À l'œil, dédié au photojournalisme.

## Biographie
Michel Puech est passionné de photographie depuis son plus jeune âge. Son père, peintre et photographe amateur, lui offre son premier appareil en 1958, un modèle très simple, en forme de cube, un Kodak Brownie Flash. Puis à 16 ans, il lui confie un moyen format 6 x 9 à soufflet objectif Boyer. 
Il étudie le journalisme à l'Institut universitaire de technologie (IUT) de Bordeaux, de 1968 à 1970.
Il commence sa carrière dans le quotidien Combat dont le rédacteur en chef est Philippe Tesson, puis à Rustica comme iconographe.
Il devient reporter photographe au collectif Boojum Consort avec Gérard-Aimé, Marc Semo, Horace, Jean-Pierre Pappis, Danielle Guardiola; puis co-fonde Fotolib, la première agence photo du quotidien Libération.
En 1980, il cofonde avec Xavier Périssé et Philippe Charliat, La Compagnie des Reporters, une agence de presse « texte et photo » qui reprendra les photographes de l'agence Viva lors de la fermeture de celle-ci. 
Après le dépôt de bilan de l'Agence de la Compagnie des Reporters, il va travailler pour la presse spécialisée sur les questions de journalisme et de télématique.
Il est journaliste-enseignant au Centre de formation et de perfectionnement des journalistes de 1989 à 1994, responsable des formations à la télématique et au journalisme "en ligne".
En 1994, à 46 ans, il s'aperçoit qu'il reconnaît son handicap visuel. Son champ de vision se restreint car il souffre d'une rétinite pigmentaire.. Il est alors licencié par le Centre de Formation et de Perfectionnement des journalistes (CFPJ) alors dirigé paritairement par les syndicats des éditeurs et des journalistes.
De 2008 à 2022, il partage ses impressions sur le monde sur le site web A l'œil. Il collabore entre 2010 et 2014, auprès de Jean-Jacques Naudet, au quotidien en ligne La lettre de la photographie, devenu Le Journal de la photographie puis L’Œil de la photographie. 
Depuis 2008, il anime et édite le site web www.loeildelinfo.fr sur le journalisme et la photographie avec la collaboration de Gilles Courtinat, Alain Mingam et Jean-Louis Vinet. 

## Publications
- Le photojournalisme, informer en écrivant des images -  Collectif, Éditions du Centre de formation et de perfectionnement des journalistes (CFPJ), Paris, 1990, 255 pages  (ISBN 978-2-85900-042-4)
- 40 ans de photojournalisme : Génération Sipa - Collectif, Éditions de La Martinière, août 2012, 240 pages  (ISBN 978-2-73245-273-9)
- 40 ans de photojournalisme : Tome 2: Génération Sygma – Collectif, Éditions La Martinière, août 2013, 239 pages  (ISBN 978-2-73245-973-8)
- 40 ans de photojournalisme : Tome 3 : Génération Agences – Collectif, Éditions de La Martinière, septembre 2014, 240 pages  (ISBN 978-2-73246-402-2)